# 河野純子 (編集者)
河野 純子（かわの じゅんこ、1963年9月30日 - ）は、日本の雑誌編集者、実業家。女性向け求人情報誌「とらばーゆ」の編集長を10年間務めた。

## 人物
茨城県出身。1986年にリクルート入社。以来20年以上雑誌の編集に携わり「週刊住宅情報」（現SUUMO）副編集長、「とらばーゆ」の編集長等を務めた。2008年に住友商事に入社し新規事業や学童保育事業に携わった後、2017年に退職。現在、ライフシフト・ジャパン株式会社で取締役CMOを務める。

## 略歴
- 1986年3月 東京都立大学卒業[5]
- 1986年4月 リクルート入社
- 1991年10月 「週刊住宅情報」副編集長
- 1997年1月 「とらばーゆ」編集長
- 2008年6月 リクルートを退職
- 2008年7月 住友商事入社
- 2013年2月 グローバル人材研究所取締役（兼務）
- 2017年6月 住友商事を退職
- 2018年3月 ライフシフト・ジャパン執行役員CMO
- 2019年9月 東京インターナショナルプログレッシブスクール理事（現任）
- 2020年4月 慶應義塾大学SFC研究所上席所員（現任）
- 2021年6月 上新電機社外取締役（現任）[6]
- 2021年12月 ライフシフト・ジャパン取締役CMO（現任）
- 2022年4月 ダイドーグループホールディングス社外取締役（現任）

## 著書
- 60歳の迎え方 定年後の仕事と暮らし（KADOKAWA、2024年12月、ISBN 9784041151921）

### 共著
- 実践！ ５０歳からのライフシフト術（NHK出版、2018年12月、ISBN 978-4-14-081758-2）